# Risto Lignell
Risto Lignell (20 marzo 1952) è un ex cestista finlandese.

## Carriera
Con la Finlandia ha disputato i Campionati europei del 1977.

## Palmarès
- Campionato finlandese: 1

Pantterit: 1979-80